# Charles G. Finney
Charles Grandison Finney (n. 1 decembrie 1905, Sedalia⁠(d), Missouri, SUA – d. 16 aprilie 1984, Pima⁠(d), Arizona, SUA) a fost un scriitor american de literatură fantastică. Este strănepotul evanghelistului  Charles Grandison Finney. Cea mai renumită carte a sa este primul său roman  The Circus of Dr. Lao, care a câștigat primul premiu National Book din SUA pentru cea mai originală carte din 1935.

## Influențe
Lucrările lui Finney, mai ales romanul The Circus of Dr.  Lao, au influențat scriitorii ulteriori de fantezie. Ray Bradbury a admirat romanul și l-a adunat în antologia The Circus of Dr. Lao and Other Improbable Stories; romanul lui Bradbury Something Wicked This Way Comes are același fundal și același circ supranatural al Dr.  Lao. The Fair to Middling de Arthur Calder-Marshall (1959), Blind Voices de Tom Reamy (1978), Ultima licornă de Peter S. Beagle (1968) și Chronic City de Jonathan Lethem (2009) au fost toate influențate de munca lui Finney. 7 Faces of Dr. Lao este ecranizarea romanului său The Circus of Dr. Lao.

## Lucrări scrise

### Cărți
- The Circus of Dr. Lao (1935)
- The Unholy City (1937)
- Past the End of the Pavement (1939), colecție
- The Ghosts of Manacle (1964), colecție
- The Old China Hands (1961), memorii
- The Magician Out of Manchuria (1968)

### Povestiri
- "The Iowan's Curse", Harper's Magazine, iulie 1958[12]
- "The Life and Death of a Western Gladiator", Harper's Magazine, octombrie 1958[12]
- "The Gilashrikes", The Magazine of Fantasy & Science Fiction, octombrie 1959
- "The Night Crawler", The New Yorker, 5 decembrie 1959
- "An Anabasis in Minor Key", The New Yorker, 26 martie 1960
- "Private Prince", The New Yorker,  24 iunie 1961
- "A Sermon at Casa Grande", Point West, septembrie 1963
- "Isabelle the Inscrutable", Harper's Magazine, 228:1367 (aprilie 1964) pag. 51–58
- "Murder with Feathers", Harper's Magazine 232:1391 (aprilie  1966) pag. 112–13

### Piese de teatru
- Project Number Six (1962)